# 摩爾多瓦共和國社會主義者黨
摩尔多瓦共和国社会主义者党（羅馬化：Partya sotsialistov Respubliki Moldova，缩写为PSRM），通称摩尔多瓦社会主义者党，是摩尔多瓦的一个民主社会主义、民粹主义政党。该党通常被认为持欧洲怀疑主义和亲俄立场，这两种立场也在该党长期领导人伊戈尔·多东身上体现。与欧洲多数中左翼政党宽容对待多元文化的态度不同，该党支持社会保守主义，这是在摩尔多瓦民众较浓的保守氛围与和摩尔多瓦东正教的影响下造成的。
2005年至2011年期间，该党曾取名为摩尔多瓦社会主义者党“祖国”（Partidul Socialiştilor din Moldova «Patria-Rodina»，缩写为PSMPR）。2021年，该党与摩尔多瓦共产党人党组成共产主义者和社会主义者选举集团，旨在共同参与2021年摩尔多瓦议会选举。该党因推广“摩尔多瓦语”这一概念而被部分罗马尼亚媒体指责为“反罗马尼亚”政党。

## 历史
摩尔多瓦社会主义者党由一批摩尔多瓦社会党成员于1997年6月29日在首都基希讷乌成立，维罗妮卡·阿布拉姆丘克与爱德华·斯米尔诺夫当选该党联合主席。
该党在1998年摩尔多瓦议会选举中获得0.59%的选票，2001年议会选举中，该党与摩尔多瓦共和党组成选举集团“团结”，得票率为0.46%；2004年，该党与摩尔多瓦社会党组成了选举集团“祖国”，在议会选举获得4.9%的选票，未进入议会。该党没有参加2009年和2010年的议会选举，而是支持[ 摩尔多瓦共产党人党，党主席阿布拉姆丘克也在两次选举中加入共产党人党选举名单并当选议员。前共产党人党党员伊戈尔·多东于2011年加入该党，并在同年12月18日当选党主席。
该党以20.51%的选票成为2014年摩尔多瓦议会选举的第一大党。选后，两个中右翼亲欧盟政党在共产党人党的支持下成功组建了少数政府， 该党仍居于反对党。
2016年摩尔多瓦总统选举中，党主席多东当选为摩尔多瓦总统，选后其党主席职务由齐奈达·格雷恰尼接任；2020年摩尔多瓦总统选举中，多东位列第二落选，后重新担任党主席。2021年摩尔多瓦议会选举，该党与共产党人党组成了选举联盟（共产主义者和社会主义者选举集团），然而该联盟被中右翼政党行动与团结党击败。

## 政治立场
摩尔多瓦社会主义者党自称持民主社会主义。在财政问题上，该党持左翼政治立场，在社会文化问题上持较为保守的观点，外交政策倾向反北约、反欧盟和亲俄。该党党员支持将通用语言命名为摩尔多瓦语。羅馬尼亞廣播電台的记者玛丽安娜·瓦西拉切（Mariana Vasilache）称该党是摩尔多瓦主义的推动者。
该党提倡家庭价值，并在摩尔多瓦LGBT权益问题上持传统观点，这与欧洲多数中左翼或左翼政党不同。 2016年，该党组织了家庭节游行，以反击同性恋权利拥护者在首都基希讷乌组织的“无所畏惧”游行。一些摩尔多瓦和罗马尼亚记者也将该党的作风描述为威权主义，批评者还声称，该党所持有的媒体有制作假新聞与进行亲俄政治宣传的行为。在2022年俄罗斯入侵乌克兰期间，社会主义者党声称西方世界和乌克兰应对战争态势负责，一些记者还给该党贴上了反西方的标签。 
2015年，伊戈尔·多东表示他希望社会主义者党加入社会党国际，2021年4月，该党正式提交加入申请。

## 领导架构

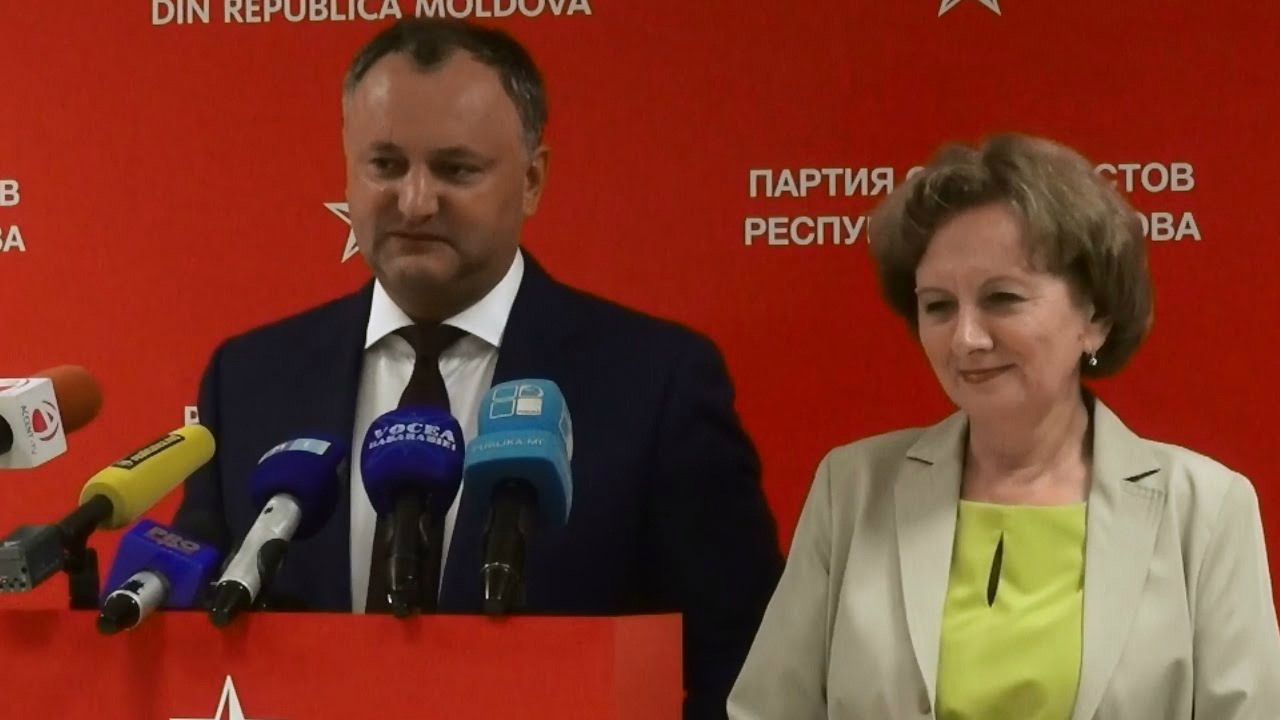
伊戈尔·多东与齐奈达·格雷恰尼，2015年

### 现任执行委员会成员
- 弗拉德·巴特林恰（英语：Vlad Batrîncea）
- 奥尔加·塞博塔里（英语：Olga Cebotari）
- 格里高尔·诺瓦克（罗马尼亚语：Grigore Novac）
- 阿德拉·雷莱努
- 马克西姆·列别丁斯基

### 历任党主席
- 维罗妮卡·阿布拉姆丘克（罗马尼亚语：Veronica Abramciuc）与爱德华·斯米尔诺夫（罗马尼亚语：Eduard Smirnov）（联合主席，1997–2005）
- 维罗妮卡·阿布拉姆丘克（2005–2011）
- 伊戈尔·多东（2011–2016）
- 齐奈达·格雷恰尼（2016–2020）
- 伊戈尔·多东（2020–2021）
- 职位被取消（自2021年）[37]

## 选举结果

### 议会
| 选举   | 领导人                                  | 选票    | %      | 席位     | +/–    | 排名       | 执政情况              |
| ------ | --------------------------------------- | ------- | ------ | -------- | ------ | ---------- | --------------------- |
| 1998   | 维罗妮卡·阿布拉姆丘克 爱德华·斯米尔诺夫 | 9,514   | 0.59%  | 0 / 101  | 新政党 | 议会外政党 | 反对党                |
| 2001   | 维罗妮卡·阿布拉姆丘克 爱德华·斯米尔诺夫 | 7,277   | 0.46%  | 0 / 101  | ━      | 议会外政党 | 反对党                |
| 2005   | 维罗妮卡·阿布拉姆丘克 爱德华·斯米尔诺夫 | 77,490  | 4.97%  | 0 / 101  | ━      | 议会外政党 | 反对党                |
| 2009.4 | 维罗妮卡·阿布拉姆丘克                   | 未参选  | 未参选 | 未参选   | 未参选 | 议会外政党 | 反对党                |
| 2009.7 | 维罗妮卡·阿布拉姆丘克                   | 未参选  | 未参选 | 未参选   | 未参选 | 议会外政党 | 反对党                |
| 2010   | 维罗妮卡·阿布拉姆丘克                   | 未参选  | 未参选 | 未参选   | 未参选 | 议会外政党 | 反对党                |
| 2014   | 伊戈尔·多东                             | 327,912 | 20.51% | 25 / 101 | ▲ 21   | 1st        | 反对党                |
| 2019   | 齐奈达·格雷恰尼                         | 441,191 | 31.15% | 35 / 101 | ▲ 10   | 1st        | 多党联合执政→少数政府 |
| 2021   | 伊戈尔·多东                             | 398,678 | 27.17% | 22 / 101 | ▼ 13   | ▼ 2nd      | 反对党                |

### 总统
| 选举       | 候选人              | 第一轮     | 第一轮     | 第二轮     | 第二轮     | 结果   |
| 选举       | 候选人              | 选票       | %          | 选票       | %          | 结果   |
| ---------- | ------------------- | ---------- | ---------- | ---------- | ---------- | ------ |
| 2001       | 议会外政党          | 议会外政党 | 议会外政党 | 议会外政党 | 议会外政党 | 未参加 |
| 2005       | 议会外政党          | 议会外政党 | 议会外政党 | 议会外政党 | 议会外政党 | 未参加 |
| 2009.5-6   | 议会外政党          | 议会外政党 | 议会外政党 | 议会外政党 | 议会外政党 | 未选出 |
| 2009.11-12 | 议会外政党          | 议会外政党 | 议会外政党 | 议会外政党 | 议会外政党 | 未选出 |
| 2011-2012  | 支持尼古拉·蒂莫夫蒂 | 62         | 61.39%     |            |            | 当选   |
| 2016       | 伊戈尔·多东         | 680,550    | 47.98%     | 834,081    | 52.11%     | 当选   |
| 2020       | 伊戈尔·多东         | 439,866    | 32.61%     | 690,614    | 42.28%     | 败选   |

### 区市议会
| 选举 | 选票    | %     | 席位        |
| ---- | ------- | ----- | ----------- |
| 2019 | 291,257 | 27.08 | 326 / 1,116 |